# 린즈잉
임지영 (중국어 간체자: 林志颖, 병음: Lín Zhìyǐng 린즈잉[*], 1974년 10월 15일 ~ )은 4남1녀 남자 배우, 가수, 카레이서이다.
대만의 잘 알려지지 않은 모델 진약의(kelly)와 2003년 한 행사장에서 만난것이 인연이 되어 결혼했으며 슬하에 kimi, kyson,jenson 3남을 두었다.
세자녀의 영어이름을 부부의 앞 이니셜을 따 지어주었으며 큰아들 Kimi는 2009년 출생으로 중국판'아빠 어디가?爸爸去哪儿?'에 임지령과 출현하면서 중국에서 큰 사랑을 받았고 黑米哥哥라는 애칭을 얻었다. 부부는 이후 kimi의 사생활 보호를 위해 얼굴을 일체 공개하지 않고 있다. 나머지 두아들은 이란성쌍둥이 2015년 출생으로 kyson은 임지령을 jenson은 진약의를 각각닮아 귀여운 외모로 사랑받고 있다.

## 활동

### 필모그래피
ㅡ영화ㅡ
- 대소비도

ㅡ드라마ㅡ
- 절대쌍교
- 천룡팔부 2003

### 디스코그래피
- 不是毎個戀曲都有美好回憶（1992）
- 今年夏天（1992）
- 爲什麼受傷的總是我（1992）
- 牽掛你的我（1993）
- 生日禮物（1993）
- The Boy From China（1993）
- 別了晴雨的回憶（1994）
- 再見旋風舞（1994）
- 火熱的心（1994）
- 向昨天説再見（1994）
- 夢在前方（1995）
- 期待（1996）
- 男人是很好騙的（1997）
- 我仍然是我（1997）
- 黎明破曉前（1998）
- 稻草人（1999）
- 林志頴華納我愛經典系列（1999）
- 去走走（2000）
- 期待（2004）
- 擋不住我　Jimmy F1ght（2006）
- 我的骄傲 (2018)